# Silvia Parada
Silvia Parada Araya (Santiago, 1969) es una exactivista LGBT chilena, fundadora y exlíder de la Agrupación de Personas Transgénero más conocida como Traves Chile, la primera en su tipo en el país, y la primera en su tipo con un estatus jurídico-legal.

## Activismo
Como presidenta de la agrupación de personas transgénero, participó como coordinadora y gestora de diversas acciones en pos de la igualdad y la tolerancia social hacia las minorías sexuales, como por ejemplo en manifestaciones públicas en contra de la discriminación, la instalación de mesas mixtas en votaciones populares, medidas de protección para quienes ejercen la prostitución, entre otras materias.
Durante el año 2005 presentó un requerimiento a la justicia para que se le permitiera modificar su nombre por el de una mujer, basada en su condición de transexual e invocando la Ley 17344; fue la primera vez en Chile que en la que se realizó tal acción ante tribunales.

### Controversias
Durante el año 2008 enfrentó una serie de acusaciones por abusos sexuales reiterados contra varios menores en riesgo social que tenían entre los 13 y 16 años; fue enjuiciada un año después y se acreditaron los abusos contra cuatro menores de 13 años, por lo que fue condenada a 6 años de presidio.